# Tselubani
Tselubani (georgiska: წელუბანი) är ett berg i östra Georgien. Det ligger i nordvästra delen av Iorihöglandet, 14 km nordost om huvudstaden Tbilisi. Toppen på Tselubani är 998 meter över havet.